# Mountie Mick's Deathride
Mountie Mick's Deathride, scritto anche Mountie Mick's Death Ride sulle schermate, è un videogioco a piattaforme pubblicato nel 1987 per Amstrad CPC, Commodore 64 e ZX Spectrum dal marchio Reaktör della Ariolasoft. Il protagonista è un membro della Royal Canadian Mounted Police (detti mountie) che affronta i banditi della banda McClusky a bordo di treni merci della Trans-Canadian Express in movimento.

## Modalità di gioco
Il giocatore controlla Mountie Mick e deve attraversare una serie di treni camminando sull'esterno dei vagoni. Il treno è mostrato di profilo, con scorrimento continuo da destra verso sinistra. Le piattaforme su cui si può camminare sono il tetto e il pianale in basso dei vagoni, oppure casse e materiali a varie altezze nel caso di vagoni scoperti. 
Mick può saltare, abbassarsi, usare eventuali scalette. Ha una pistola che spara in orizzontale con munizioni limitate e può lanciare delle granate se ne ha trovate. Per eliminare un nemico può anche saltargli sulla testa. I banditi si incontrano lungo tutto il treno e sono tutti dello stesso tipo, anch'essi armati di pistole e granate; più avanti possono passare occasionalmente anche auto o motoscafi di fianco al treno, con banditi che sparano verso l'alto.
Si può perdere una vita se colpiti dai banditi, cadendo dal treno, scorrendo fuori dallo schermo, o con altri pericoli occasionali, in particolare fughe di gas da alcuni vagoni. Si incontrano anche delle gallerie dove la visuale diventa temporaneamente oscurata. Lungo il treno è possibile raccogliere ricariche di proiettili e granate, nonché maschere antigas monouso e batterie per la torcia; maschere e torcia, attivabili tramite tasti, aiutano rispettivamente contro fughe di gas e gallerie. C'è anche la possibilità di attivare a piacere una protezione dai proiettili nemici, un trucco dichiarato apertamente dal manuale stesso.
Ci sono in tutto 9 treni da attraversare, sempre più lunghi, in un unico scenario continuo. Arrivato in cima a ciascun treno Mick deve saltare su un carrello manuale, che dev'essere spinto dal giocatore agitando velocemente i controlli, fino a raggiungere il treno successivo.